# Taiji

Den vanligaste avbildningen av taiji

Taiji (Wade-Giles: T'ai chi, 太極, 'den stora polen'), är ett centralt begrepp inom kinesisk filosofi, och framför allt inom daoism. I en tänkt skapelsekedja kommer det efter det ursprungliga Dao och är föreningen mellan yin och yang, ur vilken de fem elementen/faserna (vatten, trä, eld, jord och metall) uppstår. Ur dessa uppstår sedan "De tiotusen tingen".